# Minuskel 2
Minuskel 2 (in der Nummerierung nach Gregory-Aland), ε 1214 (Soden) ist eine griechische Minuskelhandschrift des Neuen Testaments auf 248 Pergamentblättern (19,5 × 15,2 cm). Mittels Paläographie wurde das Manuskript auf das 12./13. Jahrhundert datiert. 8 Blätter fehlen, doch ist der Text vollständig.

## Beschreibung
Der Kodex enthält die vollständigen vier Evangelien. Die Seiten sind einspaltig mit 20 Zeilen je Seite beschrieben. Ornamente sind farbig gestaltet, Initialbuchstaben in rot. Es gibt die Ammonischen Abschnitte, jedoch fehlt der Eusebische Kanon. Sie enthält κεφαλαια (außer Johannes) und τιτλοι. Der Text ist schlecht und wimmelt von Schreibfehlern. Ungewöhnlich ist die Einteilung von Matthäus in 359 Ammonische Abschnitte, Markus - 240, Lukas - 342 und Johannes - 231. Normalerweise besteht die Einteilung von Ammonios aus 355, 235, 343 und 232 Abschnitten.

## Text des Kodex
Der griechische Text repräsentiert den Byzantinischen Texttyp. Aland ordnete ihn in Kategorie V ein.

## Geschichte des Kodex
Der Kodex wurde teilweise von Desiderius Erasmus als Basis für sein Novum Instrumentum omne (1516) benutzt. Auf diese Weise wurden seine Lesarten ein Teil des Textus Receptus. Erasmus hatte den Kodex von einem Dominikaner in Basel erhalten. Robert Estienne benutzte diese Handschrift in seiner Editio Regia (1550) nicht, sondern stützte sich auf den Text von Erasmus. Der Kodex wurde in der 27. Ausgabe des Novum Testamentum Graece von Nestle-Aland nur an einer Stelle (1. Kor 11,23) zitiert.
Der Kodex befindet sich jetzt an der Universitätsbibliothek Basel (AN IV 1).